# بلاك هورنت نانو
بلاك هورنت نانو هي طائرة دون طيار عسكرية صغيرة الحجم طورتها شركة بروكس دينامكس النرويجية، وتستخدمها القوات المسلحة للولايات المتحدة وفرنسا والمملكة المتحدة وألمانيا وأستراليا وتركيا والنرويج وهولندا وبولندا ونيوزيلندا والهند والجزائر والمغرب.